# 뤼시아 레이커르

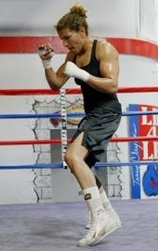

뤼시아 레이커르(네덜란드어: Lucia Rijker, 1967년 12월 6일 ~ )는 네덜란드의 권투 선수 겸 배우이다.
암스테르담에서 태어났다.

## 방송
- L워드 시즌5

## 영화
- 스타 트렉: 더 비기닝 (2009년)
- 밀리언 달러 베이비 (2004년) - 푸른 곰 빌리 역
- 롤러볼 (2002년)
- 샤도우 박서 (1999년)